# David Carmo
David Mota Veiga Teixeira Carmo (* 19. Juli 1999 in Aveiro) ist ein portugiesischer Fußballspieler, der beim Erstligisten FC Porto unter Vertrag steht und aktuell an Olympiakos Piräus ausgeliehen ist. Der Innenverteidiger gewann mit der portugiesischen U19-Nationalmannschaft die U19-Europameisterschaft 2018.

## Karriere

### Verein
Der in Aveiro geborene David Carmo begann seine fußballerische Ausbildung im Nachwuchs des SC Beira-Mar und spielte anschließend in den Jugendabteilungen diverser Vereine, darunter auch zwei Jahre in jener Benfica Lissabons. Im Sommer 2015 wechselte der Innenverteidiger mit 16 Jahren in die Jugendakademie von Sporting Braga. Zur Saison 2018/19 wurde er die Reservemannschaft befördert, welche in der zweithöchsten portugiesischen Spielklasse spielte. Am 18. August 2018 (2. Spieltag) debütierte er bei der 0:1-Heimniederlage gegen Estoril Praia in der LigaPro. In den nächsten Wochen spielte er regelmäßig und schaffte es sich als Stammspieler zu etablieren. Insgesamt bestritt er in dieser Spielzeit 2018/19 27 Ligaspiele, musste mit Sporting Braga B jedoch den Abstieg in die Drittklassigkeit hinnehmen.
In dieser Division spielte Carmo auch in der nächsten Spielzeit 2019/20 vorerst, wurde jedoch nach starken Leistungen zum Jahreswechsel in die erste Mannschaft befördert. Sein Debüt in der höchsten portugiesischen Spielklasse gab er am 17. Januar 2020 (17. Spieltag) beim 2:1-Auswärtssieg gegen den FC Porto, als er zur zweiten Halbzeit für den verletzten Raúl Silva eingewechselt wurde. In den nächsten Ligaspielen erhielt er stets den Vorzug vor Silva und verdrängte diesen erfolgreich aus der Startformation. Mit den Arcebispos erlebte er eine überaus erfolgreiche Rückrunde, nach der sich der Verein auf dem dritten Tabellenrang platzieren konnte. Carmo beendete die Saison mit 18 Erstligaeinsätzen. Am 5. Juli 2022 wechselte er offiziell zum portugiesischen Meister FC Porto.
Ende Januar 2024 wechselte er leihweise nach Griechenland zu Olympiakos Piräus.

### Nationalmannschaft
Mit der portugiesischer U19-Nationalmannschaft nahm David Carmo an der U19-Europameisterschaft 2018 in Finnland teil. Beim Turnier kam er in vier Spielen zum Einsatz und stand beim 4:3-Finalsieg gegen Italien nach Verlängerung über die volle Distanz der Partie auf dem Platz.
Zwischen März 2018 und März 2019 kam Carmo in sieben Länderspielen der U20 zum Einsatz.

## Erfolge
Sporting Braga
- Portugiesischer Pokalsieger: 2021

Olympiakos Piräus
- Conference-League-Sieger: 2024

Portugal U20
- U19-Europameister: 2018